# Art Lund
Arthur "Art" Earl Lund jr. (* 1. April 1915 in Salt Lake City, Utah, USA; † 31. Mai 1990 in Holliday, Utah, USA) war ein US-amerikanischer Sänger und Schauspieler. Bekannt wurde er in den 1940er Jahren als Sänger des Orchesters Benny Goodman, später durch Songs wie Mam'selle und die Mitwirkungen in Filmen und Fernsehserien wie Detektiv Rockford – Anruf genügt oder Rauchende Colts.

## Leben

### Karriere
Arthur Lund studierte am Westminster College in Salt Lake City sowie am Easter Kentucky State Teachers College Aerologie, 1943 machte er seinen Master an der United States Naval Academy. Nachdem er der Marine im Zweiten Weltkrieg im Südpazifik diente, machte er als Sänger bei Orchestern von Benny Goodman und Harry James Karriere. Später verbuchte er als Solosänger beim MGM Erfolge mit Titeln wie Mam'selle (1947), Blue Skies oder My Blue Heaven, für die er auch Goldene Schallplatten erhielt. Ab 1956 trat er auch in Broadway-Musicals auf, unter anderem in The Most Happy Fella. Auch in Filmen wie Der Pate von Harlem wurde er bekannt.

### Privates
Lund war insgesamt zweimal verheiratet. Seine erste Ehe schloss er am 26. Juli 1940 mit Kathleen Virginia Bolanz, aus der zwei Kinder stammten. Seine erste Frau kam am 16. Oktober 1969 bei einem Autounfall ums Leben. Am  1. Mai 1989 heiratete er Janet Burris Chytraus. Mit seiner zweiten Ehefrau lebte er zunächst in Sherman Oaks in Kalifornien, bis sie nach Holliday (Utah) auswanderten. Dort starb er an einem Krebsleiden. Er ruht auf dem Forest Lawn Memorial Park in Los Angeles.